# ドック (コンピュータ)
ドック（英: dock）、ドッキングステーション（英: docking station）、またはポートリプリケータ（英: port replicator）は、コンピュータ周辺機器の一種。スマートフォンやノートパソコン、またはデスクトップパソコンに接続し、一般には複数のデバイスに接続できるハブのような機能を持つ。

## 概要
本来の語義としては、ドッキングステーションはノートパソコンに接続させることで、拡張性の限定される機器をデスクトップPC並みの機器に拡張させるもので、名称通り、ノートパソコンに合体させるものを指した。
また、多くの場合、汎用性はなく、ある特定のメーカーのシリーズ用に設計されたものであることが多い。一例として、HP UltraSlim Docking Station、Sony Vaio Docking Station VGP-PRS20などが挙げられる。しかし、Thunderbolt 3、USB-Cの普及とともに、拡張性の点ではデスクトップパソコンとノートパソコンに大きな差が生じることが減ったこともあり、本来、ポートリプリケータと呼ぶべき接続ポートを拡張させる機器についてもドッキングステーションと呼ぶように変化した。
従来のUSBハブが、USB Type-Aポートから複数のUSB Type-Aポートに拡張することを目的としていたが、USB Type-CポートやThunderbolt 3のように大容量の情報の転送、およびPower Deliveryによる電力供給に対応したことから、変換可能なポート類が広がりドックやポートリプリケータと呼ばれる機器が増えてきた。ただし、USBドック製品を従来に倣いUSBハブ、またはUSB-Cハブと呼ぶ例も多い。
また、PCだけでなく、Nintendo Switchなどのゲーム機用のものも存在する。

## USB-C / Thunderbolt ドック

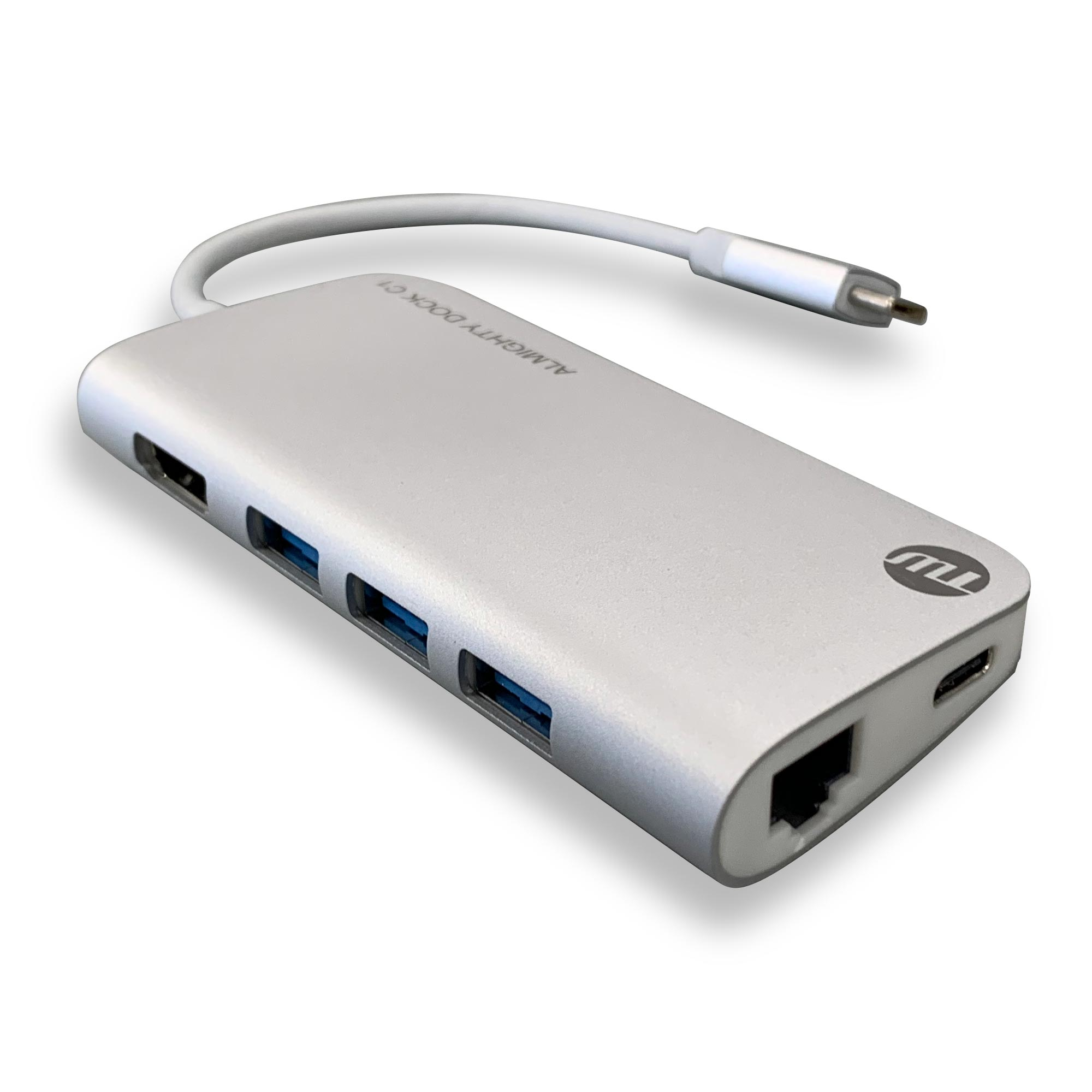
汎用USB-Cドック

1つ、または複数のUSB-C、またはThunderbolt 3コネクタを介して接続するドックは、USB Type-AやSDカードスロットにリプリケートされるものが普及している。
これらは市場では、多機能ドック、小型ドッキングステーション、ブレイクアウトボックスと呼ばれる。対して単一の変換のみをおこなうものは変換アダプタ、変換ケーブルと呼ばれる場合もある。

### USB Type-Cコネクタからの拡張性の例
- USB Type-A 3.0 ポート
- USB Type-C PD ポート
- RJ45 Ethernetポート
- HDMIポート
- DisplayPort
- Mini DisplayPort
- VGA
- 3.5mm Audio ポート
- SDカード スロット
- Micro SDカード スロット

現在、各周辺機器メーカーよりさまざまなドックが登場している。このような機器の登場の背景には、2015年3月9日、Appleが発表した新型MacBookが契機と言える。本機器は、USB Type-C（USB3.1 gen1）のみを備えている関係で、従来の周辺機器を使うためには変換アダプタ類が必須といえる状況であったことが大きい。

## ドッキングステーション

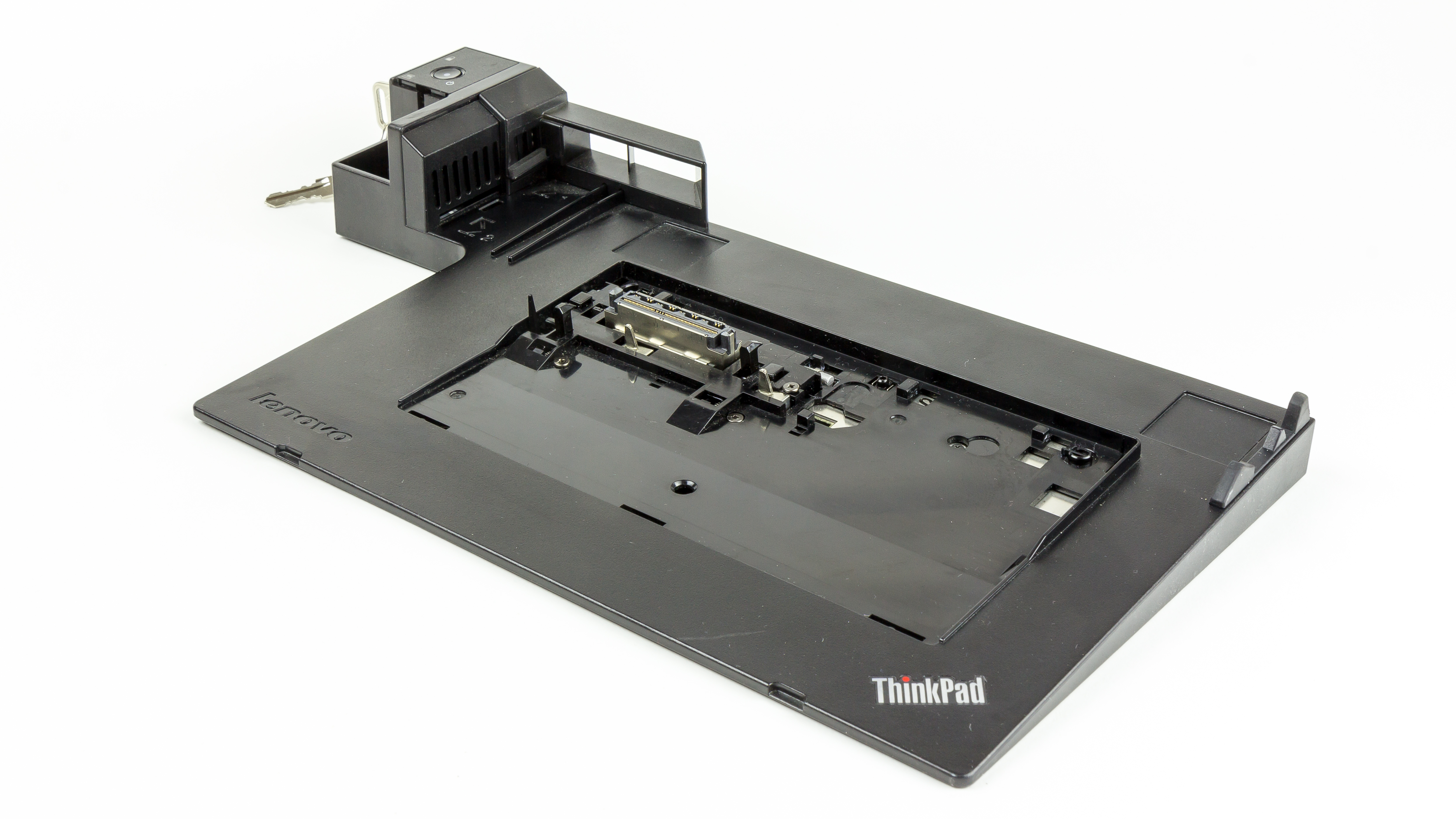
ThinkPad Mini Dock Series 3, Type 4337-9664

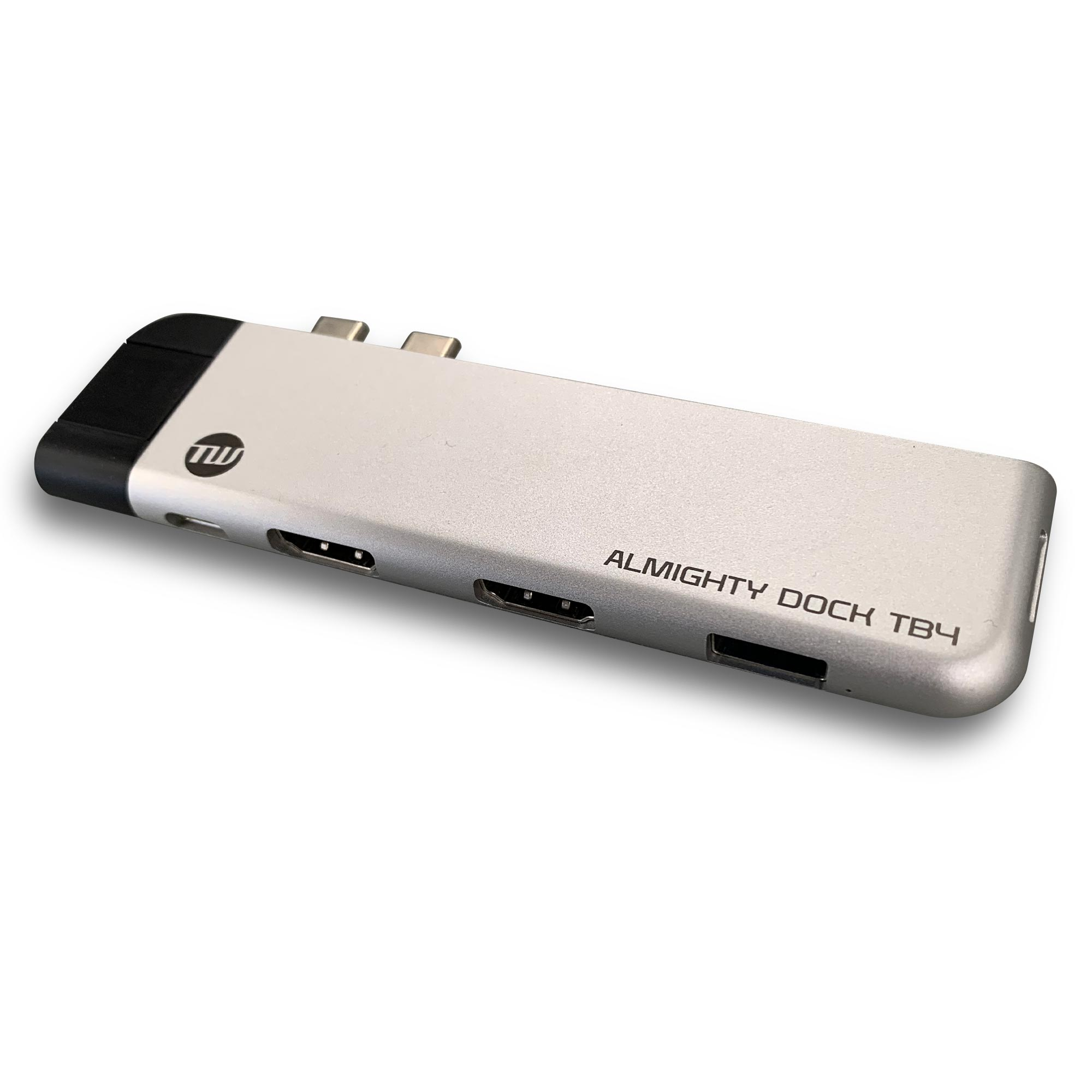
MacBook専用ドッキングステーションTUNEWEAR ALMIGHTY DOCK TB4

ドッキングステーションは、一般にはノートパソコンに電子的に結合させ、ノートパソコン本体が備えていないポート、スロット、または外部ストレージなどを拡張させる機器。
可搬性を重視するノートパソコンには、拡張ポートが限られたり、物理的な意味でディスクスロットを搭載できないものもある。また、磁気ディスクや光学式ディスクなどの過渡期において、ノートブックPCのリリース時には一般的でなかったポート類、ディスク・リーダーを後から追加拡張させる意味でドッキングステーションが開発、販売される例もある。
後者に類似する概念は、ファミリーコンピュータにおけるディスクシステム、メガドライブにおけるメガCDのように、1980〜1990年代のゲーム機にも見られる。
2015年以降、MacBook Pro、MacBook Air用のTUNEWEAR ALMIGHTY DOCK TB4、Surface用のHyperDrive Surface Pro(4/5/6)専用 5in2 Hubなど、特定のメーカー、デバイスに合わせて、複数のポートを使って合体させるドッキングステーション、すなわち、内部的にはUSB-Cドックだが、製品企画的には旧来のドッキングステーションのようにデバイス専用性を持つ製品の登場も見られる。

## ノートブックスタンド/ライザー
ノートブック/ラップトップスタンドが、時にドッキングステーションと呼ばれることもあるが、コンピュータに電子的に接続されていないものをドック、ドッキングステーションと呼ぶのは好ましくない。これらは、単にその上に配置されたコンピュータを物理的な高さ、角度を変更することで人間工学的な操作性を増したり、設置面を離すことによりPC本体の冷却を促すことが目的であり、一般には混同すべきでない。